# Útlaginn
Útlaginn é um filme de drama islandês de 1981 dirigido e escrito por Ágúst Guðmundsson. Foi selecionado como representante da Islândia à edição do Oscar 1982, organizada pela Academia de Artes e Ciências Cinematográficas.

## Elenco
- Arnar Jónsson
- Ragnheiður Steindórsdóttir